# سن-والیه، کبک
سن-والیه (به فرانسوی: Saint-Vallier) شهری در منطقه شهری بلشاس ناحیه شودییر-آپالاش در استان کبک کانادا است. در سرشماری سال ۲۰۱۱ این شهر ۱٬۰۷۲ نفر جمعیت داشته‌است و مساحت آن ۴۲٫۲۴ کیلومتر مربع است.